# Mulla Sadra Shirazi
Mulla Sadra Shirazi (după numele său complet Ṣadr ad-Dīn Muḥammad Shīrāzī, în persană صدر الدين محمد شيرازي , sau prescurtat ملا صدرا‎,  n. 1571, Shiraz, Persida, Iran – d. 1641, Basra, Irak) a fost un filozof iranian de orientare sufită, șiit doisprezecar, care a condus renașterea culturală iraniană din secolul al XVII-lea. A fost considerat ca fiind cel mai important filosof musulman de după Avicenna, cel mai mare filosof din Iran până în ziua de astăzi și un reprezentant de seamă al Școlii din Isfahan și al curentului Ishraqi (iluminaționism). 
A devenit celebru pentru reformarea doctrinei existenței în metafizica islamică. Începând cu secolul XIX, curentul inițiat de Mulla Sadra devine paradigma filosofică dominantă în lumea șiită, cu influențe până în Asia de Sud. Este exemplul prin excelență prin care filosofia a reușit să își mențină și să își reînnoiască dezvoltarea în islamul șiit, cu toate că în restul Dar al-Islam ea a intrat în tăcere. 

## Viața
Mulla Sadra a fost unicul fiu dintr-o familie de curte din Shiraz, Iranul de sud. Interesul său din tinerețe pentru chestiuni intelectuale a fost încurajat de tatăl său, care i-a facilitat înscrierea la școli din Qazvin și Isfahan, pentru a studia filosofia, teologia, tradiția profetică, hermeneutica și exegeza coranică. Împreună cu profesori de prestigiu, a studiat lucrările lui Avicenna și ale lui Suhrawardi, printre altele. A studiat împreună cu Mir Damad, întemeietorul Școlii din Isfahan, acesta numindu-l într-o scrisoare drept „fiu spiritual”. O altă figură de seamă care i-a fost învățător a fost Shaykh Baha'i - ambii au fost afiliați la curtea regelui safavid Shah Abbas I (1587-1629). De la Shaykh Baha'i a învățat exegeza Coranului, știința relatărilor profetice, misticismul și jurisprudența, pe când din conversațiile și dezbaterile cu Mir Damad, Mulla Sadra și-a dezvoltat cu adevărat caracterul filozofic. 
După terminarea studiilor, se întoarce în Shiraz pentru a lucra și preda, dar neprimind sprijin pentru proiectele sale este nevoit să se retragă la Kahak, un mic sat în afara orașului Qom - acolo va medita și va începe să își scrie marile opere, în special Hikma al-muta‘aliya fi-l-asfar al-‘aqliyya al-arba‘a (Înțelepciune transcendentă a celor 4 călătorii ale intelectului), cunoscută și sub numele de al-Asfar al-arba‘a (Cele 4 călătorii). Retragerea sa durează 5 ani, după care se mută în Qom, continuând să scrie, dar și să predea, cu vizite ocazionale la familia sa din Shiraz. Continuă să păstreze legătura cu maestrul său spiritual, Mir Damad, până la sfârșitul vieții acestuia.   
În 1040/1630-1631 se mută definitiv în orașul său de baștină, Shiraz, unde terenul îi fusese pregătit, fiind invitat să predea la Madrasa-yi Khan[nefuncțională – arhivă]
, o școală nou-înființată pentru filosofie și știință care va deveni celebră în întreaga Persie. Mulla Sadra termină scrierea operei Cele 4 călătorii, în ultima parte a vieții sale devenind foarte prolific. 
A murit la Basra, în drum spre Mecca pentru a-și realiza cel de-al șaptelea pelerinaj. A fost îngropat la Najaf, în Iraq.

## Lucrări
Mulla Sadra a lăsat în urmă mai mult de 45 titluri de lucrări în domeniul filosofiei, teologiei, misticismului, exegezei scripturale. Nu a ocolit nici subiecte precum cosmologie, psihologie, escatologie. Toate lucrările au fost scrise în limba arabă, cu excepția Risala-yi si asl (Tratat despre cele 3 principii) care este scrisă în persană. 
Lucrarea sa principală, prescurtată Cele 4 călătorii, conține atât tezele fundamentale ale filosofului, cât și înglobarea filosofiei și teologiei a mai multor școli islamice ale vremii. Cel mai mult este influențată de filosofia lui Avicenna, a lui Suhrawardi și a lui Ibn Arabi. Pe scurt, prima călătorie din această lume către Dumnezeu o reprezintă însușirea principiilor intelectuale pentru înțelegerea filosofiei, astfel încât călătorul se va îndepărta de multiplicitate ajungând la unitate și la conștiința naturii fundamentale a realității. A doua călătorie, în Dumnezeu, cu Dumnezeu, este un discurs despre natura Lui, atributele divine și o dovadă a existenței Lui. Este etapa de absorbție a misticului în esența divină prin ștergerea sinelui. A treia călătorie, a lui Dumnezeu către această lume, explică relația Dumnezeu-lume, natură, timp, creație și categoriile ontologice ale lumii. Pentru mistic, aceasta este întoarcerea la sobrietate și la realizarea îndatoririlor morale față de această lume. Călătoria finală, cu Dumnezeu în această lume, este o descriere a psihologiei umane care se concentrează pe soteriologie și escatologie și ilustrează contribuția șiismului doisprezecar în gândirea autorului. Această etapă este, pentru călător, conștiința a toate lucrurile ca un întreg și dorința de întoarcere la principiu, sursa creației, Dumnezeu. 
Celelalte lucrări tratează în principal teologia filosofică, precum al-Hikma al-‘arshiyya (Înțelepciunea tronului) and al-Shawahid al-rububiyya (Martorii divini). 
Printre tratatele de teologie și exegeză se numără Al-Mafatihal-ghayb (Cheile către invizibil), Asrar al-ayat (Secretele versetelor/semnelor), și Mutashabihat al-Qur’an (Alegorii ale Coranului). A scris și un comentariu voluminos asupra culegerii de tradiții șiite Usul al-kafi de Kulayni, neterminat însă.  

## Idei
Mulla Sadra a considerat că filosofia reprezintă o serie de exerciții spirituale pentru căutarea înțelepciunii - devenind înțelept, omul se apropie de natura lui Dumnezeu. A insistat pe necesitatea înțelegerii realității pe baza unei combinații de abordări, și anume: logică, inspirație spirituală și meditație adâncă asupra textelor de bază din șiismul doisprezecar. 
În Cele 4 călătorii, Mulla Sadra oferă o definiție critică a filosofiei care îmbină elemente neoplatonice, împăcând atât pe Platon cât și pe Aristotel. Câteva idei de bază despre filosofie: 
- filosofia este procesul prin care sufletul se desăvârșește prin cunoaștere; 
- cunoașterea se dezvoltă prin judecăți și prin știința aristoteliană a demonstrației (apodeixis); 
- filosoful desăvârșit, precum Platon, se aseamănă cu Creatorul/Demiurgul în măsura în care cunoaște esențele și formele lucrurilor care există în afara minții și este capabil să atribuie o ordine rațională universului, astfel înțelegând relația de cauzalitate și legătura dintre lucrurile existente; 
- cunoașterea filosofică corectă și completă, obținută prin reflecție și intelect, este identică cu cunoașterea metafizică a profeților, în special a lui Muhammad. În acest sens, filosofia este o practică profetică.
Dovada existenței lui Dumnezeu din Cele 4 călătorii poate fi rezumată în felul următor: 
1. Existența este reală
2. Existența este perfecțiune și nu se poate imagina o perfecțiune mai mare
3. Dumnezeu este perfecțiune și perfecțiune în existență
4. Existența este o realitate singulară, nu există pluralism metafizic
5. Această realitate singulară are o intensitate graduală în ce privește perfecțiunea
6. Această gradare trebuie să aibă o limită, un punct de intensitate maximă care corespunde celei mai perfecte existențe
7. Deci Dumnezeu există (= existența)[6]

Mulla Sadra afirmă că nu există esențe imuabile și că fiecare esență este determinată și variabilă, în funcție de gradul de intensitate al actului său de a exista. Această poziție implică mișcarea intrasubstanțială sau transubstanțială, care introduce mișcarea până în categoria substanței. Antropologia filosofului este în perfect acord cu cea pe care o postulează escatologia șiismului, care se manifestă în așteptarea parousiei celui de-al 12-lea imam, ca instaurare a Omului Perfect. Materia trece printr-o infinitate de stări: există o materie subtilă, spirituală (madda ruhaniya), chiar divină. Pentru orice ființă și lucru există un triplu mod de existență: la nivelul lumii sensibile, la nivelul lui mundus imaginalis (alam al-mithal), la nivelul lumii Inteligențelor pure. 
Mulla Sadra este deseori descris ca fiind un revoluționar în domeniul metafizicii datorită doctrinei sale unice a existenței. Analiza existenței începe cu deosebirea ontologică între Necesar (principiul, Dumnezeu) și contingent. Dumnezeu este existență pură, fără esență, calitate sau proprietate care nu se supune schimbării sau mișcării. Originea acestei doctrine se află în relatările contingenței radicale ale lui Avicenna, unde această deosebire se bazează pe simplicitatea existenței Necesarului care produce complexitatea existenței și esența contingentului, pe când contingentul este un existent pentru care au loc accidente. Dumnezeu conferă existență asupra contingentelor, existența fiind, ontologic, a priori esenței. Analitic, ne poate părea că este invers, deoarece ne întâlnim în primul rând cu lucruri și evenimente ca forme și esențe. Mulla Sadra consideră, în mod diferit față de doctrina aristoteliană, că substanțele sunt acte de existență sau procese. Din acest punct de vedere, ca și din altele, el respinge teoria categoriilor a lui Aristotel. 
Un alt concept de filosofie al lui Mulla Sadra este teoria „mișcării substanțiale” (al-harakat al-jawhariyyah) care se bazează pe premisa că orice lucru din domeniul naturii trece prin schimbări și transformări substanțiale ca o consecință a propriei sale „curgeri” (fayd) și pătrunderi a ființei (sarayan al-wujud), care îi oferă fiecărui individ propria sa „porție” de existență. Aristotel și Avicenna au recunoscut schimbarea doar în patru categorii: cantitate (kamm), calitate (kayf), poziție (wad') și loc (ayn), însă Mulla Sadra acceptă schimbarea în întregul univers, inclusiv în categoria substanței (jawhar).
În lucrările de exegeză Mulla Sadra discută, de asemenea, pașii pentru înțelegerea scripturilor cu scopul transformării personale: citirea unui text va declanșa procese în suflet care conduc la schimbarea lui treptată. 

## Discipoli
Mulla Sadra a avut un mare număr de elevi, însă cei mai renumiți au fost:
1. Molla Kashani (mort în 1091/1680), devenit și ginerele lui Molla Sadra. A predat la Isfahan, la madrasa Abdollah Shushtari. A scris peste 120 de opere, atât în arabă cât și în persană, acoperind un întreg câmp de studii. A rescris în întregime Ihya al-Uloom (Reînsuflețirea științelor religioase) -  marea lucrare a lui Ghazali. O altă mare lucrare a sa, Ayn al-yakin (Certitudinea martorului ocular) edifică o sinteză personală, ce completează marele său comentariu la Kafi de Kolayni, la fel ca și comentariul său coranic.
2. Molla Abdorazzaq Lahiji (mort în 1072/1661-1662), de asemenea ginere pentru Molla Sadra. A urmat multă vreme lecțiile maestrului său, negăsind însă în ele o satisfacție pentru filosofia sa personală. A fost caracterizat de unele repertoare ca peripatetician. Așa cum o arată și cartea sa, Gawhar-e morad (Substanța a ceea ce se propune), el avea o experiență a sufismului. A lăsat în urmă în jur de 12 lucrări, printre care comentariul său la Tajrid, de Nasir Tusi, a fost privit ca fiind cel mai bun care fusese produs în acest domeniu. Mai mult, Lahiji a realizat glose asupra fizicii din comentariul la lucrarea Isharat a lui Avicenna, care conțin luări de poziții foarte originale. Unul dintre fiii săi, Mirza Hasan Lahiji (mort în 1121/1709-1710) a lăsat și el în urmă 12 lucrări referitoare în special la filosofia Imamatului șiit.
3. Hosayn Tonkabony, un alt elev al lui Molla Sadra, mort în 1104/1692-1693, a fost de asemenea un filosof ishraqi exemplar, fidel interpret al lui Molla Sadra. Au rămas de la el mai multe tratate despre apariția lumii, despre unitatea transcendentă a ființei, la fel ca și cercetări asupra lucrărilor Shifa de Avicenna, Tajrid de Nasir Tusi, etc.